# Eloy Camus
Eloy Próspero Camus (Albardón, 25 de junio de 1903 - San Juan, 1989) fue un maestro y político argentino, que ejerció varios cargos en los gobiernos del peronismo, llegando al de gobernador de la provincia de San Juan entre 1973 y 1976.

## Biografía
En su juventud se unió a la Unión Cívica Radical Bloquista, dirigida por Aldo y Federico Cantoni; fue profesor de literatura en el Colegio Nacional de San Juan y director del Registro civil de esa ciudad. Era propietario de una finca rural en Niquivil.
En 1931 fue diputado provincial por el Departamento Iglesia, ocupando más tarde el cargo de diputado nacional.
Se incorporó al peronismo y fue elegido diputado nacional en 1946, ocupando ese cargo ininterrumpidamente hasta 1955. Tuvo un importante papel en la crisis que terminó con la renuncia del gobernador Juan Luis Alvarado. Acompañó la política social de Juan Domingo Perón, y fue uno de los dirigentes más influyentes en el peronismo sanjuanino.
Tras el golpe de Estado de 1955 permaneció preso más de dos años. Al recuperar la libertad se incorporó a la resistencia peronista, y se convirtió en el árbitro de la organización peronista de los años 60; hablaba personalmente con Perón y organizó el peronismo de Cuyo.
En 1972 fue nombrado candidato a gobernador por el Partido Justicialista, y logró la unión de todos los sectores peronistas en torno a su figura. Fue elegido gobernador en segunda vuelta, derrotando al candidato bloquista, y asumió su cargo el 25 de mayo de 1973.
Había sido parte de la comitiva que acompañó al general Perón en su regreso a la Argentina, en 1973. Era considerado un dirigente importante a nivel nacional, y muchos de los políticos de más significación en el país visitaron San Juan en esa época. Entre sus colaboradores había miembros de sectores de la derecha y de la izquierda peronista. Durante un tiempo, el dirigente más importante de su gobierno fue Roque Garellano, hasta que éste se unió al grupo dirigido a nivel nacional por José López Rega, por lo que Camus optó por reemplazarlo, para no terminar subordinado al poderoso ministro de Isabel Perón; por su parte, el gobernador mantuvo durante todo su gobierno el equilibrio entre todos los sectores, manteniendo la independencia frente a ellos, aunque varios de sus colaboradores eran militantes de la intelectualidad católica.
Inició la construcción de la represa Ullum, la obra hidroeléctrica más importante del país por esos años, que permitiría generar energía eléctrica y facilitaría el riego en toda la provincia. También llevó a cabo los estudios para la represa Cuesta del Viento, en el norte de la provincia. Hizo una gran obra en cuanto a sistematización de los canales de riego, desarrolló un complejo turístico en Pismanta, extendió la electrificación rural y urbana, pavimentó centenares de kilómetros de rutas y contribuyó con los municipios y los particulares en la forestación.
Durante su gestión el jefe de policía fue Enrique Graci Sussini, quien persiguió a varios militantes de izquierda quien junto a Enrique Oliveira torturaron a Margarita Camus, hija de exgobernador sanjuanino Eloy Camus.  Oliveira sería 
condenado el 4 de julio de 2013 por el Tribunal Oral en lo Criminal Federal sanjuanino a prisión perpetua por más de 50 crímenes cometidos durante la dictadura militar. El juicio constituyó el primero de su tipo en aquella provincia.
Fue arrestado tras el golpe de Estado de marzo de 1976 y permaneció varios meses en la cárcel. Sus bienes fueron incautados y saqueados.
En la transición democrática, presidió las sesiones del Congreso Nacional del Partido Justicialista celebradas en la asociación Centro Cultural Congreso, dirigida por Reinaldo Parra y María Hesain.
Su hijo Jorge Camus fue diputado nacional en la misma época en que el padre fue gobernador. Entre sus nietos, Eloy Camus fue diputado provincial, y Margarita y María Julia Camus son juezas. En su homenaje hay un busto en la entrada al auditorio Cívico de San Juan y un auditorio con su nombre.